# آيت حوجكل (سيدي أحمد أوحامد)
آيت جوجكل هي إحدى مشيخات المملكة المغربية، تتبع جغرافيا لإقليم الصويرة وإداريًا لسيدي أحمد أوحامد. يقدر عدد سكانها بـ 1810 نسمة حسب الإحصاء الرسمي للسكان والسكنى لسنة 2004.